# سپیده‌دم (فیلم ۱۹۸۸)
سپیده‌دم (به انگلیسی: The Dawning) فیلمی محصول سال ۱۹۸۸ و به کارگردانی رابرت نایت است.این فیلم یک درام بریتانیایی است که بر پایه رمان جنیفر جانستون به نام شوخی قدیمی ساخته شده است که جنگ استقلال ایرلند را از نگاه طبقه صاحبخانه انگلیسی-ایرلندی به تصویر می کشد. بازیگرانی همچون آنتونی هاپکینز، ربکا پیدگئون، هیو گرانت، تروور هاوارد، جین سیمونز، آدریان دونبار و رونی مسترسون ایفای نقش کرده‌اند و توسط سارا لاوسون، از طریق شرکت لاوسون پروداکشنز تهیه شده است.